# Monstruo de Espagueti Volador

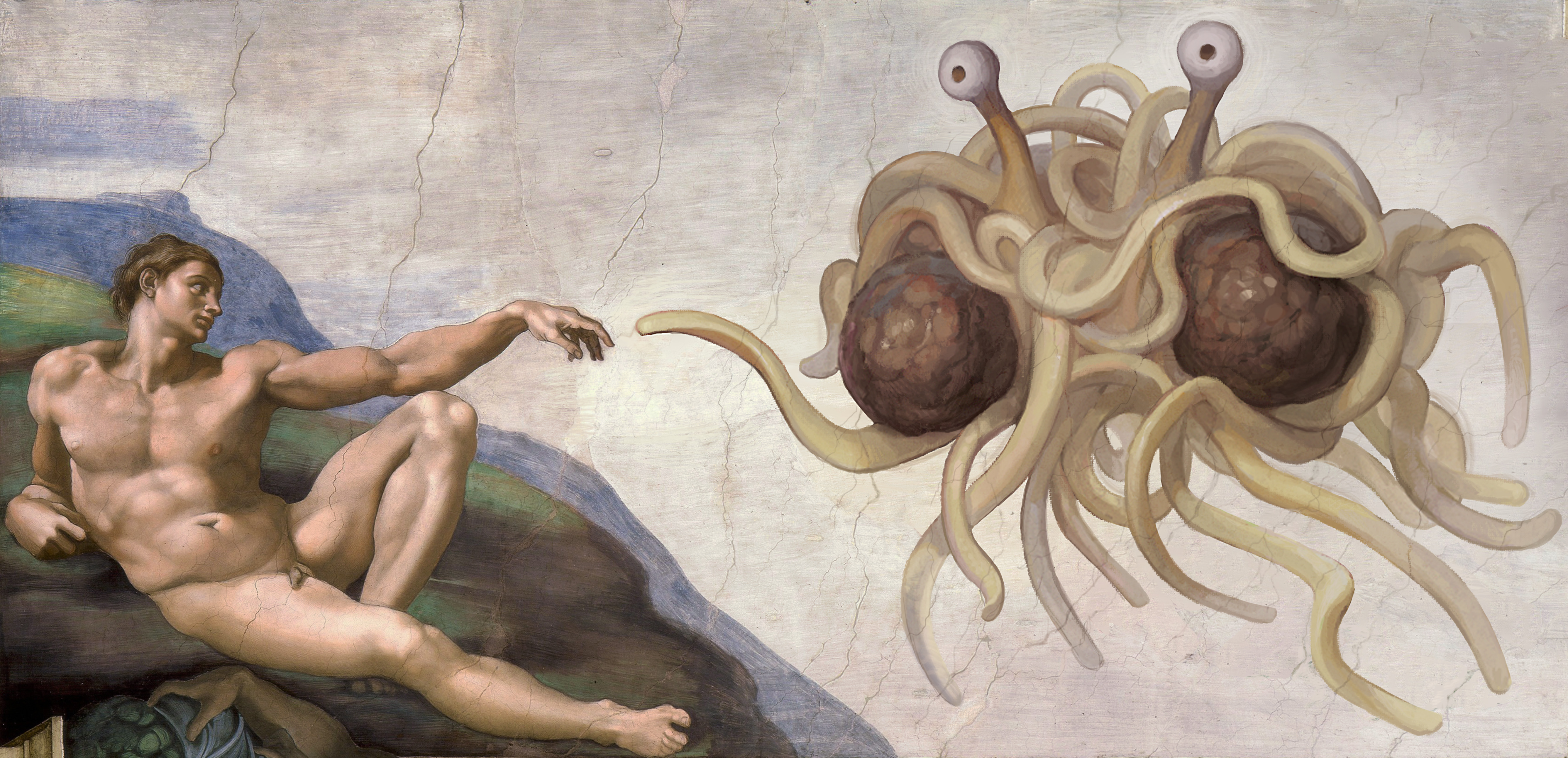
Tocado por su apéndice tallarinesco, una parodia de La creación de Adán de Miguel Ángel, es una imagen icónica del Monstruo del Espagueti Volador de Arne Niklas Jansson.

El Monstruo de Espagueti Volador (MSV) es el dios satírico del pastafarismo. Esta deidad se describió por primera vez en una carta abierta satírica escrita en 2005 por Bobby Henderson  para protestar contra la decisión de la Junta de Educación del Estado de Kansas de permitir la enseñanza del diseño inteligente como una alternativa a la evolución en las clases de ciencias de las escuelas públicas. En la carta, Henderson exigió el mismo tiempo en las aulas de ciencias para «Monsterismo de Espagueti Volador», junto con el diseño inteligente y la evolución. Después de que Henderson publicó la carta en su sitio web, el Monstruo de Espagueti Volador se convirtió rápidamente en un fenómeno de Internet y en un símbolo de oposición a la enseñanza del diseño inteligente en las escuelas públicas.
El mito central de la creación del pastafarismo es que un Monstruo de Espagueti Volador invisible e indetectable creó el universo. La comunidad Monesvol se congrega en el sitio web de Henderson para compartir ideas sobre el Monstruo Espagueti Volador y crear manualidades que representen imágenes del mismo.
Debido a su popularidad y exposición, el Monstruo de Espagueti Volador se usa muchas veces como una versión contemporánea de Russell, un argumento de que la carga filosófica de la prueba recae en aquellos que hacen afirmaciones infalseables, no en aquellos que las rechazan.

## Historia
En enero de 2005 Bobby Henderson, un graduado en física de la Universidad Estatal de Oregón de 24 años, envió una carta abierta sobre el Monstruo Espagueti Volador a la Junta de Educación del Estado de Kansas. En esa carta Henderson satirizó el creacionismo al exponer su creencia de que cada vez que un científico fecha con carbono un objeto, un creador sobrenatural que se parece mucho a los spaghetti and meatballs (espaguetis con albóndigas) está allí «cambiando los resultados con su apéndice tallarinesco». Henderson argumentó que sus creencias eran tan válidas como el diseño inteligente y pidió el mismo tiempo en las aulas de ciencias junto con el diseño inteligente y la evolución. La carta fue enviada antes de las audiencias de evolución de Kansas como argumento en contra de la enseñanza del diseño inteligente en las clases de biología. Henderson, describiéndose a sí mismo como un «ciudadano preocupado» que representa a más de diez millones de personas, argumentó que el diseño inteligente y su creencia de que «el universo fue creado por un Monstruo Espagueti Volador» eran igualmente válidos. En su carta, señaló: 

Creo que todos podemos esperar el momento en que estas tres teorías tengan el mismo tiempo en nuestras aulas de ciencias en todo el país y, finalmente, en el mundo; una tercera parte para Diseño Inteligente, una tercera parte para el Monsterismo del Espagueti Volador, y una tercera parte para conjeturas lógicas basadas en evidencia observable abrumadora.
Bobby Henderson

Según Henderson, dado que el movimiento del diseño inteligente utiliza referencias ambiguas a un diseñador, cualquier entidad concebible puede cumplir ese papel, incluido un Monstruo de Espagueti Volador. Henderson explicó: «No tengo ningún problema con la religión. Con lo que tengo un problema es con la religión que se hace pasar por ciencia. Si hay un dios y es inteligente, entonces supongo que tiene sentido del humor».
En mayo de 2005, al no haber recibido respuesta de la Junta de Educación del Estado de Kansas, Henderson publicó la carta en su sitio web, obteniendo un gran interés público. Poco después, el pastafarismo se convirtió en un fenómeno de Internet. Henderson publicó las respuestas que recibió después de los miembros de la junta. Tres miembros de la junta, todos los cuales se opusieron a las enmiendas del plan de estudios, respondieron positivamente; un cuarto miembro respondió con el comentario «Es un delito grave burlarse de Dios». Henderson también ha publicado la cantidad significativa de correo de odio, incluidas amenazas de muerte, que ha recibido. Durante un año después de enviar la carta abierta Henderson recibió miles de correos electrónicos sobre el Monstruo Espagueti Volador, que finalmente totalizaron más de 60.000, de los cuales dijo que «aproximadamente el 95 por ciento le ha apoyado, mientras que el otro cinco por ciento decía que iré al infierno». En ese tiempo su sitio obtuvo decenas de millones de visitas.

### Fenómeno de internet

El emblema «pez» MSV, el símbolo de la Iglesia del Monstruo Espagueti Volador, fue creado por los lectores del sitio web Boing Boing en 2005. Es una parodia del símbolo de Christian Ichthys.

La naturaleza satírica del argumento de Henderson hizo que el Monstruo Espagueti Volador fuera popular entre los blogueros y los sitios web de humor y cultura de Internet. El Monstruo de Espagueti Volador apareció en sitios web como Boing Boing, Something Awful, Uncyclopedia y Fark.com. Además surgió una Sociedad Internacional para la Conciencia del Monstruo Espagueti Volador y otros sitios de fanáticos. A medida que crecía la conciencia pública, los principales medios de comunicación dieron cuenta del fenómeno. El Monstruo de Espagueti Volador se convirtió en un símbolo para el caso contra el diseño inteligente en la educación pública. La carta abierta se imprimió en varios periódicos importantes, como The New York Times, The Washington Post y Chicago Sun-Times, y recibió atención de la prensa mundial. El propio Henderson se sorprendió por su éxito, afirmando que «escribió la carta para su propia diversión tanto como cualquier otra cosa».
En agosto de 2005, en respuesta al desafío de un lector, Boing Boing anunció un premio de 250.000 $  (luego recaudado a 1.000.000 $) de premio «Moneda de diseño inteligente» a cualquier persona que pudiera presentar evidencia empírica que pruebe que Jesús no es el hijo del Monstruo del Espagueti Volador. Fue modelado como una parodia de un desafío similar emitido por el creacionista de la tierra joven Kent Hovind.
Según Henderson, los artículos periodísticos sobre el Monstruo del Espagueti Volador atrajeron la atención de los editores de libros; dijo que en un momento dado, había seis editores interesados en el Monstruo del Espagueti Volador. En noviembre de 2005 Henderson recibió un adelanto de Villard para escribir El Evangelio del Monstruo Espagueti Volador.

## Principios

### Creación
El mito central de la creación es que un Monstruo de Espagueti Volador invisible e indetectable creó el universo «después de beber mucho». Según esta creencia, la intoxicación del Monstruo fue la causa de una Tierra defectuosa. Además, según el Pastafarismo, toda la evidencia de la evolución fue plantada por el Monstruo de Espagueti Volador en un esfuerzo por poner a prueba la fe de los pastafaris, parodiando a ciertos literalistas bíblicos. Cuando se toman medidas científicas como la datación por radiocarbono, el Monstruo de Espagueti Volador "está cambiando los resultados con su apéndice tallarinesco".

### Vida después de la vida
La concepción pastafariana del "Cielo" incluye un volcán de cerveza y una fábrica de strippers (o a veces prostitutas o strippers). El "Infierno" pastafariano es similar, excepto que la cerveza está pasada y los strippers tienen enfermedades de transmisión sexual.

### El Canon Perdido
En septiembre de 2005, antes de que Henderson recibiera un adelanto para escribir el Evangelio del Monstruo Espagueti Volador, un miembro Pastafari de los foros de Venganza conocido como Solipsy, anunció el comienzo de un proyecto para recopilar textos de compañeros Pastafaris para compilar en El canon perdido, El Libro Sagrado de la Iglesia del Monstruo Espagueti Volador, esencialmente análogo a la Biblia. El libro se escribió originalmente en inglés y se completó en 2010. Se puso a disposición para su descarga.
Algunos extractos de «El canon perdido» son:

Yo soy el Monstruo de Espagueti Volador. No tendrás otros monstruos delante de mí (después está bien; solo usa protección). ¡El único monstruo que merece capitalización soy yo! Otros monstruos son monstruos falsos que no merecen la capitalización.
Sugerencias 1:1

"¡Ya que has hecho un trabajo de medio culo, recibirás medio culo!" El gran pirata Salomón agarró su cimitarra ceremonial y golpeó al burro que le quedaba, partiéndolo en dos.
Slackers 1: 51–52

## Demostraciones filosóficas de la existencia del Monstruo de Espagueti Volador
Según Brian D. Rabern, profesor del departamento de filosofía de la Universidad de California en Santa Bárbara, se pueden presentar varios argumentos ontológicos y cosmológicos acerca de la existencia del Monstruo de Espagueti Volador, al igual que se ha hecho con los dioses de las religiones mayoritarias:

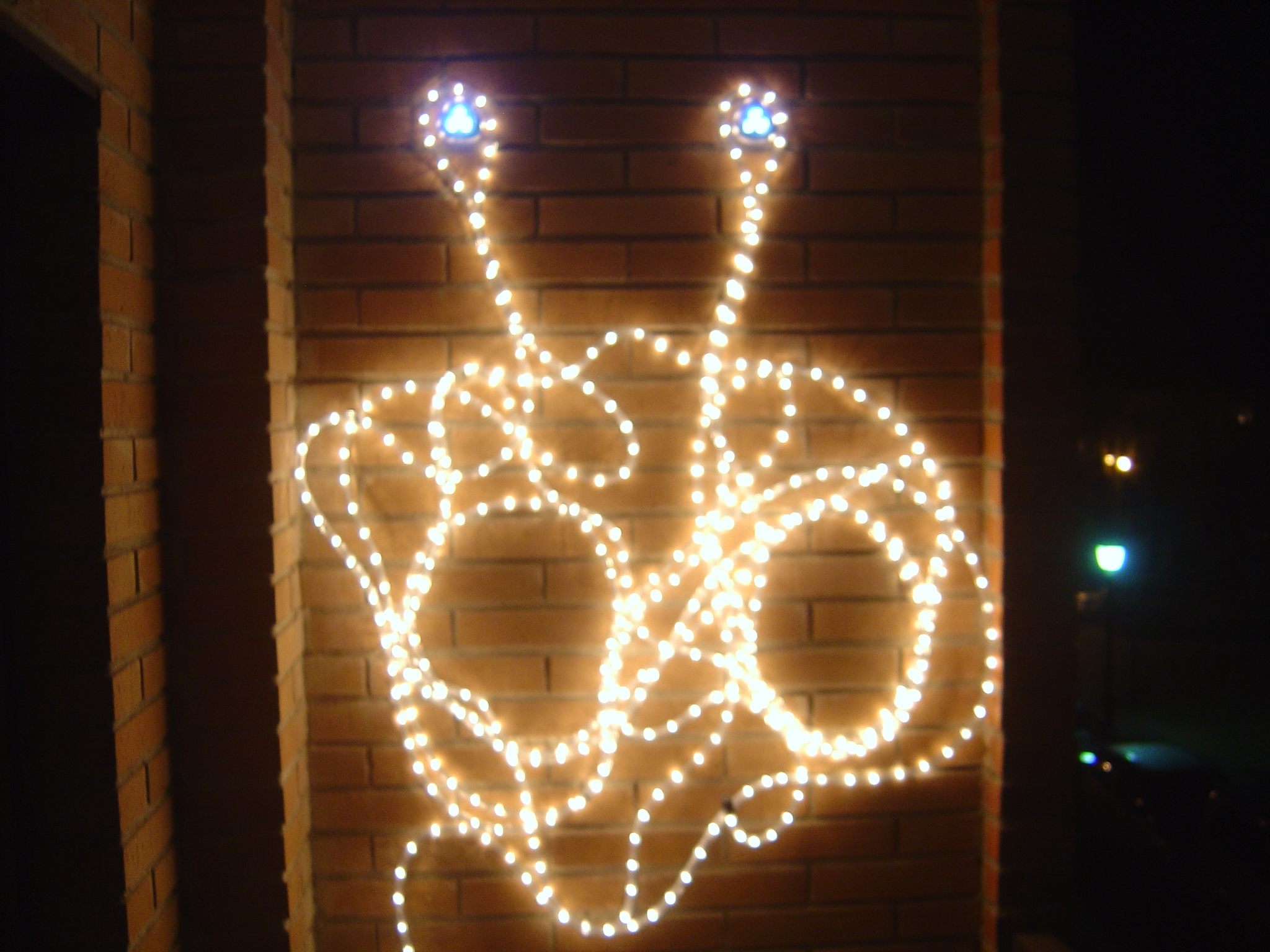
Adorno de celebración del solsticio de invierno representando al Monstruo de Espagueti Volador.

### El argumento cosmológico del Monstruo de Espagueti Volador
Imitando el estilo de la teología kalam:
- Premisa 1: la existencia de todo lo que comienza a existir tiene una causa.
- Premisa 2: el universo comenzó a existir.
- Conclusión 1: por lo tanto la existencia del universo tiene una causa.
- Premisa 3: como no hay una explicación científica que pueda elucidar la causa del origen del universo, esta causa debe ser sobrenatural, o sea el universo fue creado por un dios.
- Conclusión 2: por lo tanto, existe un dios.
- Premisa 4: los dioses siempre han creado a los humanos a su propia imagen y semejanza.
- Premisa 5: el cerebro de los humanos se parece a una fuente de espaguetis.
- Conclusión 3: por lo tanto el Monstruo de Espagueti Volador es el único Dios verdadero.

### Argumento ontológico del Monstruo de Espagueti Volador
Parafraseando las premisas ontológicas de Anselmo de Canterbury:
- Premisa 1: se puede imaginar el ser más grande (del que no se pueda imaginar uno más grande).
- Premisa 2: si no existe un ser a partir del cual no se puede imaginar uno más grande, de todos modos yo podría imaginar uno más grande que ese ser del cual no se podía imaginar uno más grande, es decir, un ser a partir del cual realmente ya no se pueda imaginar uno más grande).
- Premisa 3: no es posible imaginar un ser más grande que un ser del cual ya no es posible imaginar uno más grande.
- Conclusión 1: por lo tanto, existe un ser del que no se puede imaginar uno más grande.
- Premisa 4: si ese ser no tiene un Apéndice Tallarinesco, entonces yo podría imaginar un ser más grande que ese ser: uno que tuviera un Apéndice Tallarinesco.
- Conclusión 2: por lo tanto, el ser del que no se puede imaginar uno más grande tiene un Apéndice Tallarinesco.
- Conclusión 3: por lo tanto, el ser del que no se puede imaginar uno más grande tiene un Apéndice Tallarinesco y existe
- Conclusión 4: por lo tanto, el Monstruo del Espagueti Volador existe.
- Conclusión 5: por lo tanto, el Monstruo del Espagueti Volador es todopoderoso.

## Lectura adicional
- Henderson, Bobby (2006). The Gospel of the Flying Spaghetti Monster (en inglés). Villard Books. ISBN 0-8129-7656-8.